# El Ateneo Grand Splendid
El Ateneo Grand Splendid é uma das mais conhecidas livrarias em Buenos Aires, Argentina. Em 2008, o The Guardian a classificou como a segunda livraria mais bonita do mundo.

## Caracteríticas
Situado no nº 1860 da Avenida Santa Fé, no Barrio Norte, o edifício foi projetado pelos arquitetos Peró e Torres Armengol para o empresario Max Glücksmann (1875-1946) e aberto como um teatro chamado Gran Splendid, em maio de 1919. O edifício em estilo eclético apresenta afrescos no teto, pintado pelo artista italiano Nazareno Orlandi e cariátides esculpidas por Troiano Troiani, cujo trabalho também pode ser visto no Palacio de la Legislatura de la Ciudad de Buenos Aires.

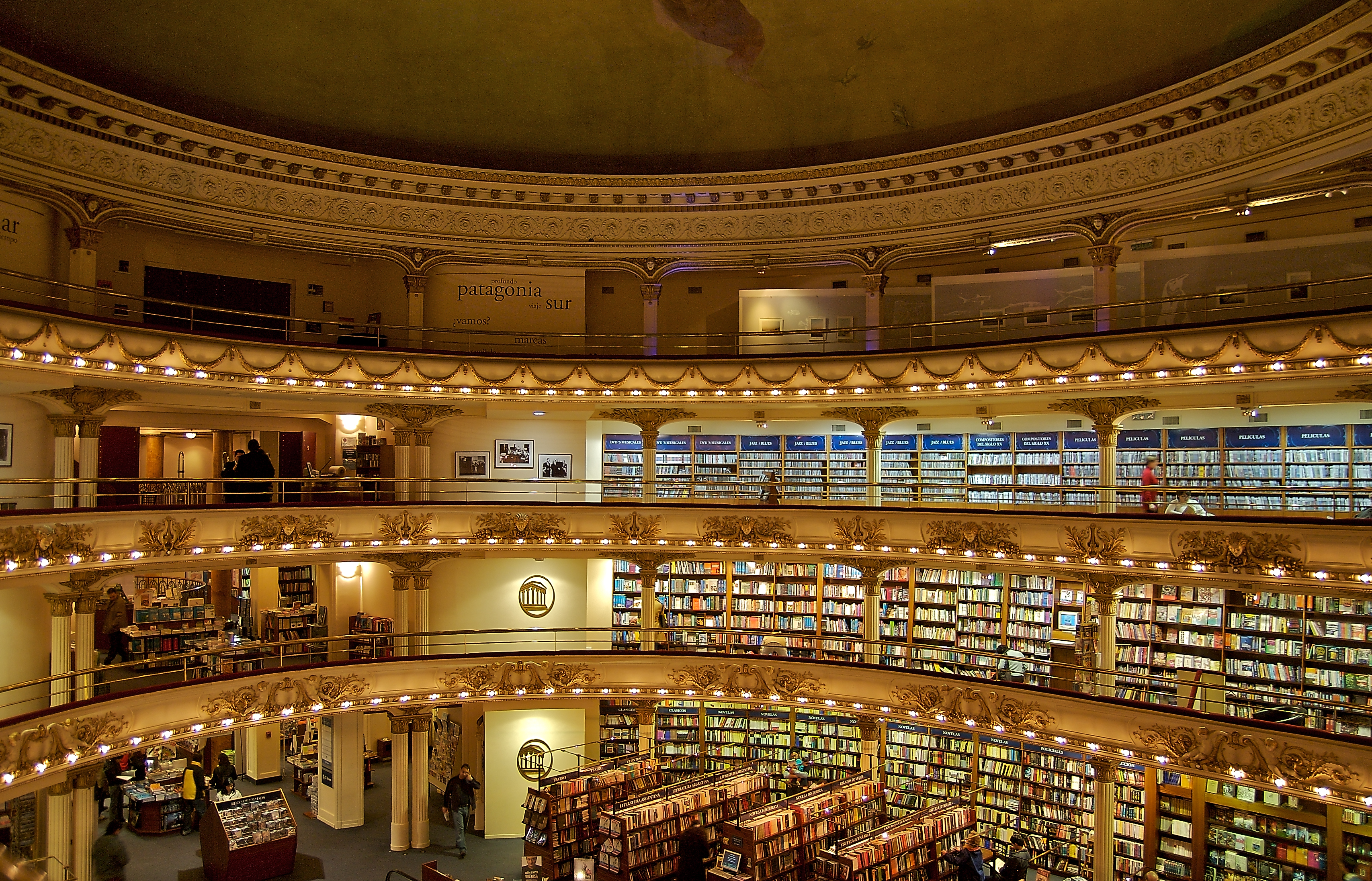
Interior da livraria

O teatro tinha uma capacidade de cerca de 1.050 espectadores e fez várias apresentações, incluindo espetáculos de tango feitos por artistas como Carlos Gardel, Francisco Canaro, Roberto Firpo e Ignacio Corsini. Glücksmann começou a sua própria estação de rádio em 1924 (Rádio Splendid) no edifício, onde a sua empresa de gravação, a Nacional Odeón, fez algumas das primeiras gravações dos grandes cantores de tango. No final da década de 1920, o teatro foi convertido em um cinema e em 1929 mostrou os primeiros filmes sonoros apresentados na Argentina.
O antigo teatro ornamentado foi arrendado pelo Grupo Ilhsa em fevereiro de 2000. Ilhsa, através da Tematika, possui as livrarias El Ateneo e Yenny (totalizando mais de 40 lojas), bem como o El Ateneo editora. O edifício foi posteriormente renovado e convertido em uma loja de livros e músicas, sob a direção do arquiteto Fernando Manzone; o cinema foi removido e em seu lugar prateleiras de livros foram instaladas. Depois de obras de remodelação e com 2.000 m², a El Ateneo Grand Splendid tornou-se a principal loja do grupo e, em 2007, vendeu mais de 700.000 livros; mais de um milhão de pessoas visitam o local anualmente.
Cadeiras de praia são fornecidas em todo o edifício, incluindo os ainda intactos camarotes do teatro, onde os clientes podem mergulhar nos livros antes de comprar. Também há um café na parte de trás do que foi uma vez o palco. O teto, os entalhes, as cortinas de carmesim do auditório, a iluminação e muitos detalhes arquitetônicos permanecem. Apesar das mudanças, o edifício ainda mantém a sensação de que foi um teatro um dia. O The Guardian, um importante jornal britânico, classificou a El Ateneo Grand Splendid como segunda melhor livraria do mundo em 2008.